# Российско-грузинский шпионский скандал (2006)
Российско-грузинский шпионский скандал (2006) — обострение отношений между Россией и Грузией в сентябре — октябре 2006 года, вызванное задержанием грузинскими спецслужбами российских военнослужащих по подозрению в шпионской деятельности и приведшее к ответным санкциям со стороны России.
Скандал вспыхнул и развивался на фоне и без того напряжённых отношений между двумя странами, связанных, главным образом, с обвинениями грузинского руководства в адрес России в том, что она оказывает моральную, политическую, экономическую и военную поддержку сепаратистских устремлений самопровозглашённых государственных образований — Абхазии и Южной Осетии.
Ответные меры, предпринятые российской стороной, оказались чрезвычайно жёсткими, — сведение дипломатических отношений между двумя странами до минимально возможного уровня, отзыв посла РФ, эвакуация дипломатического персонала и семей российских дипломатов и военнослужащих, перевод российских войск в Грузии на усиленное положение, прекращение любых видов транспортного и почтового сообщения между Россией и Грузией.
2 октября 2006 года грузинские власти освободили российских военнослужащих и выслали их из страны.
Грузинское руководство предприняло ряд действий, направленных на привлечение внимания мирового сообщества к конфликту. Во второй половине октября с грузинской стороны были сделаны шаги к примирению, публичному разъяснению своего видения причин конфликта и путей его урегулирования.
10 ноября был снят со своего поста министр обороны Грузии Ираклий Окруашвили, известный своими резкими антироссийскими заявлениями и действиями. Посол РФ вернулся в Тбилиси лишь в феврале 2007 года.

## Предыстория
Скандалу предшествовали следующие события:
- 28 марта 2006 года российское правительство наложило запрет на ввоз грузинского вина и минеральной воды (см. Винный скандал (2006)).
- 11 мая парламент Грузии принял постановление об интеграции страны в НАТО[1]
- 13 июля вошёл в строй нефтепровод Баку — Тбилиси — Джейхан, по которому каспийская нефть пошла в обход России через территорию Грузии.
- 25 июля Грузия в нарушение Московского соглашения о прекращении огня и разъединении сил от 14 мая 1994 года восстановила контроль над Кодорским ущельем, введя туда свои войска под предлогом борьбы с «бандформированием» Эмзара Квициани, бывшего уполномоченного президента Грузии в этом районе.
- 14 сентября Грузия и другие государства ГУАМ при поддержке США, Великобритании и ряда других стран, несмотря на сопротивление России, добились включения в повестку 61-й сессии Генеральной Ассамблеи ООН вопроса о «замороженных конфликтах» в бывшем СССР.
- В середине сентября НАТО объявило о начале «интенсивного диалога» с Грузией о присоединении к блоку.
- 22 сентября Михаил Саакашвили выступил на сессии Генеральной Ассамблеи ООН с обвинениями России в том, что она играет «деструктивную роль», препятствуя восстановлению территориальной целостности Грузии. Вначале он потребовал от Москвы немедленно вывести российских миротворцев из Абхазии и Южной Осетии, поскольку «их миссия не имеет никакого отношения к поддержанию мира». Затем президент Саакашвили раскритиковал политику Кремля на грузинском направлении: «Эти регионы (Южная Осетия и Абхазия) были аннексированы нашим соседом на севере — Россией, которая поддерживает их вхождение в свой состав, сознательно выдавая российские паспорта в массовом порядке в нарушение международного законодательства»[2].
- 25 сентября министры иностранных дел стран — членов ГУАМ обсудили в Нью-Йорке ход урегулирования замороженных конфликтов в СНГ. Россия не была приглашена на встречу — зато на ней присутствовал представитель США. Участники встречи договорились создать собственные полицейские силы, которые должны заменить российских миротворцев.
- 27 сентября Михаил Саакашвили объявил о переименовании Кодори в Верхнюю Абхазию, заявив, что нынешняя Грузия сильно отличается от Грузии времён Эдуарда Шеварднадзе и готова ответить всем, кто покусится на её территориальную целостность: «Любая попытка оторвать от Грузии её территории получит достойный отпор… Сейчас не XIX век и не начало XX века, чтобы целые страны становились разменными монетами».
- 27 сентября была проведена акция с арестами российских военнослужащих и грузинских граждан по подозрению в шпионаже и организации терактов на территории Грузии.

## Ход событий

### 27 сентября
Министр внутренних дел Грузии Вано Мерабишвили заявил о раскрытии грузинскими спецслужбами «шпионской сети», деятельность которой координировалась офицерами Главного разведывательного управления Министерства обороны России. По подозрению в шпионаже и терроризме были арестованы четыре офицера ГРУ и одиннадцать якобы завербованных ими грузинских граждан. По словам министра, шпионская сеть охватывала десятки граждан Грузии по всей стране. В частности, Мерабишвили заявил: «Россия ещё никогда не была такой незащищенной и слабой, как сегодня… Весь мир увидел, что Россия — обыкновенная беспомощная страна, и миф о всемогуществе её спецслужб — всего лишь миф, и он предан истории». Министр подчеркнул, что для России «особенно болезненно то, что такой удар ей нанесла Грузия».
По заявлениям грузинских правоохранительных органов, задержанные не только занимались шпионажем, но и причастны к организации террористических актов в Грузии — в частности, теракта в Гори 1 февраля 2005 года, когда около здания полицейского управления взорвался автомобиль ВАЗ-2106, начинённый взрывчаткой. В результате теракта трое полицейских погибли, 27 человек получили ранения, а здание департамента полиции было серьёзно повреждено. Речь также идёт о причастности задержанных к взрывам линий электропередачи «Лиахви» и «Картли-2», подрывам нефтепровода в Хашури и железнодорожного полотна в Каспи в 2004 году.
По заявлениям грузинских властей, задержанные также поддерживали контакты со сторонниками лидера оппозиционной партии «Справедливость» Игоря Гиоргадзе, арестованными в начале сентября 2006 года по обвинению в подготовке государственного переворота.
МИД России вызвал для объяснений посла Грузии в Москве Ираклия Чубинишвили. По заявлению заместителя главы МИД РФ Григория Карасина, «серия арестов стала очередным грубым выпадом, который подтверждает антироссийский курс руководства Грузии».

### 28 сентября
В Тбилиси по обвинению в шпионаже был задержан ещё один российский военнослужащий — Константин Скрыльников (на следующий день он был отпущен). Ещё один подозреваемый — подполковник Константин Пичугин — находится, по сведениям грузинской стороны, в здании штаб-квартиры Группы российских войск в Закавказье (Тбилиси), которое пользуется дипломатическим иммунитетом. За штаб-квартирой установлено постоянное наблюдение полиции. МИД Грузии потребовал от России выдачи Пичугина.
Грузинское МВД продемонстрировало по грузинскому телевидению оперативные видео- и аудиозаписи, сделанные в ходе наблюдения за задержанными — арестованные российские офицеры ведут переговоры с завербованными ими гражданами Грузии, встречаются с агентами и передают им деньги.
Бывший президент Грузии Эдуард Шеварднадзе заявил, что грузинским спецслужбам и прежде удавалось получать доказательства участия российских военнослужащих в шпионской деятельности, но ранее всё заканчивалось их высылкой из страны.
Россия потребовала экстренного созыва Совета Безопасности ООН и внесения в проект резолюции СБ ООН по грузино-абхазскому урегулированию положения об антироссийских действиях Грузии. Как заявил министр иностранных дел РФ Сергей Лавров, «Это повод для того, чтобы Совет Безопасности ООН занялся данной проблемой, тем более что и по абхазским делам грузинское руководство делает новые провокационные шаги. Мы будем твердо настаивать, чтобы в резолюции Совбеза была дана принципиальная оценка подрывных действий грузинской стороны».
Российское посольство в Грузии прекратило приём документов для оформления виз от граждан Грузии. Посол России в Грузии Вячеслав Коваленко был отозван в Москву «для консультаций». В Грузию был направлен самолёт МЧС России для эвакуации семей российских военнослужащих и дипломатов. МИД РФ рекомендовал гражданам России воздержаться от поездок в Грузию.
Министр обороны РФ Сергей Иванов заявил, что трое из четырёх задержанных провели в Грузии всего три месяца, и назвал обвинения в том, что они участвовали в подготовке терактов 2005 года, «маразматическими». По словам Иванова, «бандитизм в Грузии приобрёл государственные масштабы». Он также сказал, что Грузия пытается спровоцировать Россию на неадекватные действия, но «действия России будут адекватными и вменяемыми».
Председатель Совета Федерации Сергей Миронов заявил, что действия грузинской стороны — «один из этапов подготовки к развязыванию военных действий». В Госдуме предлагалось понизить отношения с Грузией до уровня консульских, повысить цены и приостановить поставки в Грузию энергоносителей, ввести новые ограничения на доступ в Россию грузинских товаров, осуществить депортацию из России грузинских граждан и ввести ограничения на денежные переводы в Грузию. По некоторым данным, в России проживает до 1,5 млн граждан Грузии. По данным Федеральной миграционной службы РФ, денежные переводы из России составили в 2005 г. более 20 % грузинского ВВП ($1,24 млрд).
Грузинское руководство заявляет, со своей стороны, что не видит ничего чрезвычайного в том, что случилось. Президент Михаил Саакашвили сказал: «Я не понимаю всей этой истерики: они хотят эвакуировать всех членов семей военнослужащих, но ведь им ничего не угрожает». Председатель парламента Нино Бурджанадзе: «Я не знаю случаев в мировой практике, чтобы страна вводила санкции только потому, что её аргументированно изобличили в шпионаже и арестовали её шпионов». Она назвала действия России «политическим шантажом».

### 29 сентября
В Тбилиси начался суд над четырьмя российскими офицерами, обвинёнными в шпионаже. Им была определена мера пресечения в виде содержания под стражей в течение двух месяцев. Ни один из российских офицеров своей вины не признал.
Утром 29 сентября началась эвакуация из Тбилиси российских граждан — сотрудников российского посольства и членов их семей. В тбилисский аэропорт прибыли пять российских Ил-76. Вечером два самолёта с эвакуированными (в том числе семьями арестованных военнослужащих) прибыли на аэродром Раменское в Подмосковье.
Все российские военные объекты на территории Грузии по распоряжению министра обороны Сергея Иванова были переведены на казарменное положение.
Аналогичные меры безопасности были приняты и в Москве в отношении посольства Грузии. Здание посольства было окружено нарядами милиции, а рядом с ним дежурство нёс автобус с бойцами ОМОНа.
Обсуждение грузинского вопроса в СБ ООН, инициированное российской делегацией, ни к чему не привело.
Министр обороны РФ Сергей Иванов на встрече с министрами обороны стран-членов НАТО в Словении обвинил Грузию в незаконной закупке оружия в восточноевропейских странах — членах НАТО, нападении на российских миротворцев в Южной Осетии и вообще «крайне неадекватном поведении».
Руководитель МВД Грузии Вано Мерабишвили обвинил Россию в том, что она начала масштабные учения ВМФ в Чёрном море у побережья Грузии и передислокацию армейских подразделений на Северном Кавказе к грузинской границе.
Заместитель главы Федеральной миграционной службы Вячеслав Поставнин заявил о намерении ФМС России ужесточить надзор за трудовыми мигрантами из Грузии, большинство из которых, по его словам, находится в России нелегально, и применять к ним усиленные меры — депортации и особый контроль за потоком прибывающих мигрантов, вплоть до создания при службе отдельной структуры по контролю за ними.

### 30 сентября
Командующий войсками Северокавказского военного округа (СКВО) генерал Александр Баранов заявил, что в связи с происходящими событиями Россия приостанавливает вывод войск с двух военных баз в Грузии (Ахалкалаки и Батуми).

### 1 октября
В Ново-Огарёве состоялось экстренное совещание президента Путина с постоянными членами Совета безопасности РФ в связи с обострившимися российско-грузинскими отношениями. Президент Путин делает резкое заявление (см. #Реакция российской стороны), охарактеризовав действия руководства Грузии как «акт государственного терроризма с захватом заложников».
По сообщению РИА «Новости», Путин заявил: «Ясно совершенно, что Россию стараются побольнее ущипнуть, спровоцировать… По всей видимости, те, кто это делает, полагают, что антироссийская направленность внешней политики отвечает интересам грузинского народа. Не думаю, что это так… Это такой признак правопреемства политики Лаврентия Павловича Берии как внутри страны, так и на международной арене… Есть, видимо, силы, которые просто специализируются на создании всё новых и новых кризисов, полагая, что это будет отвлекать внимание от старых проблем. Наверное, в краткосрочном плане это может иметь такой эффект. Но уже точно совершенно не будет помогать разрешению старых и достаточно серьезных кризисов в мире… Эти люди думают, что, находясь под „крышей“ своих иностранных спонсоров, они могут чувствовать себя комфортно и в безопасности».
Тем не менее Путин даёт указание министерству обороны, несмотря на складывающуюся ситуацию, продолжить мероприятия, связанные с выводом российских вооружённых сил с территории Грузии.
Тем временем министр обороны Грузии Ираклий Окруашвили объявил в интервью телеканалу «Имеди», что арест российских офицеров позволил Грузии не только нейтрализовать опасных шпионов, но и продемонстрировать миру, что «конфликты в Абхазии и Южной Осетии не являются этническими, а являются конфликтами между Грузией и Россией». По его мнению, Россия должна быть лишена роли посредника в переговорных процессах по урегулированию конфликтов на территории Грузии — «Нам такой посредник не нужен».
Министерство иностранных дел Грузии присоединилось к этому мнению, распространив заявление по поводу участия президентов Абхазии и Южной Осетии Сергея Багапша и Эдуарда Кокойты в экономическом форуме «Кубань-2006», прошедшем в конце недели в Сочи: «Участие в данном мероприятии сепаратистских лидеров тем более вызывает тревогу и возмущение, что его организаторами являются официальные органы власти России». Эти действия охарактеризованы как «грубое вмешательство во внутренние дела Грузии и очередной пример политики „ползучей аннексии“»: «Демонстративная поддержка сепаратизма со стороны России указывает на то, что в процессе урегулирования существующих на территории Грузии конфликтов Российская Федерация не является нейтральным и непредвзятым посредником. Это ещё раз ясно свидетельствует о необходимости немедленной смены существующего формата переговоров и миротворческой операции».
На официальном сайте МВД Грузии www.police.ge размещена видеозапись показаний грузинских граждан, сознавшихся в сотрудничестве с задержанными российскими военными. Один из них — Годердзи Дзулиашвили — рассказал, что ему «поручали добыть информацию о местах дислокации и передвижениях частей министерства обороны Грузии, в частности танковой бригады в Гори, подразделениях военно-морских сил, дислоцированных в Поти, а также о Сенакской бригаде». Ещё один — Виктор Орехов — сообщил, что с 1997 по 1999 год проходил службу в ГРВЗ, а затем был оставлен работать на российскую военную разведку — ему «давались поручения по поиску информации о политической и экономической ситуации в Грузии, о крупных бизнес-проектах и положении дел в вооружённых силах страны», а также о «положении на грузино-турецкой границе, в частности паспортно-визовом режиме».

### 2 октября
Российские военнослужащие, обвинённые в Грузии в шпионаже, переданы представителям России. Роль посредника выполнил действующий председатель ОБСЕ, глава МИД Бельгии Карел де Гюхт, прилетевший в Грузию на несколько часов. Представители ОБСЕ передали четверых российских военнослужащих представителям России на взлётной полосе в аэропорту Тбилиси. На самолёте МЧС России россияне отправлены в Москву. Перед церемонией передачи представитель генеральной прокуратуры Грузии зачитал заявление, текст которого привело агентство РИА Новости: «Вы, подполковник Александр Савва, майор Дмитрий Казанцев, подполковник Алексей Завгородний, подполковник Александр Баранов, обвиняетесь в шпионаже против Грузии. Вышеуказанное преступление предусмотрено первой частью статьи 314 Уголовного кодекса Грузии. В связи с упомянутым вы выдворяетесь из страны, с данного момента вам запрещается въезд на территорию Грузии». Вместе с этими офицерами улетели на Родину и ещё двое подозревавшихся в шпионаже российских офицеров, скрывавшихся в здании штаба ГРВЗ. В то же время в заключении остались 11 граждан Грузии, проходивших по делу. Освобождение российских офицеров было представлено грузинским руководством как «жест доброй воли».
Грузия пошла на уступку России, заявив о готовности разрешить российским миротворцам патрулировать Кодорское ущелье.
Россия посчитала эти уступки недостаточными, в одностороннем порядке приостановила авиационное, автомобильное, морское и железнодорожное, а также почтовое сообщение с Грузией — при этом в обоснование этих мер были приведены хозяйственные, а не политические причины.
В частности, в российском Министерстве транспорта были начаты проверки имеющихся соглашений с Грузией. В Федеральной аэронавигационной службе была выявлена просроченная задолженность грузинских авиакомпаний за аэронавигационное обслуживание, в связи с чем решено прекратить авиасообщение с Грузией (полёты российских и грузинских авиаперевозчиков) с 3 октября.
«Российские железные дороги» объявили о прекращении пассажирского движения в сторону Грузии «из-за резкого снижения пассажиропотока» и отказались от сотрудничества с Тбилисским электровозоремонтным заводом.
По сообщению пресс-службы Министерства информационных технологий и связи РФ, «Почта России» прекратила на неопределённый срок почтовое сообщение с Грузией (пересылку посылок, бандеролей и почтовых денежных переводов в Грузию).
Управление Федеральной миграционной службы (ФМС) по Москве заявило о задержании и готовящейся депортации 13 нелегальных трудовых мигрантов из Грузии.
Представители российского руководства отказались называть эти меры «санкциями» — так, например, председатель Комитета Совета Федерации по международным делам Михаил Маргелов заявил, что эти меры принимаются лишь для «приведения грузинского руководства в чувство», чтобы «затем наладить конструктивный диалог».
Здание посольства Грузии в Москве было огорожено металлическими барьерами и круглосуточно охранялось. Доступ в посольство ограничен.

### 3 октября
Министр иностранных дел РФ Сергей Лавров заявил на специальной пресс-конференции, посвящённой российско-грузинскому противостоянию, о намерении российских властей перекрыть незаконные каналы получения Грузией финансовых средств — в том числе из России — на которые Грузия осуществляет свои закупки вооружения, в то время как её собственного бюджета не хватает даже на то, чтобы выплачивать взносы в международные организации.
Он также отметил, что Россию «тревожит милитаризация Грузии» — проводимые ею мероприятия по отработке призыва многотысячной армии резервистов.
Сергей Лавров обвинил Запад в провоцировании российско-грузинского кризиса: «Последняя выходка с захватом наших офицеров состоялась как раз после решения НАТО предоставить Грузии план интенсивного сотрудничества и после визита Михаила Николаевича в США… Хронологически всё было именно так: поездка в Вашингтон, решение НАТО, захват заложников».
Министр также заявил, имея в виду страны Запада: «Мы не раз обращали внимание тех, кто поставляет оружие в Грузию, кто не даёт принять решение в Совбезе ООН, об опасности заигрывания с режимом Саакашвили и потакательства той политике, которую этот режим проводил и в отношении России, и в отношении собственного народа».
Сергей Лавров объявил, что российское руководство не намерено отменять введённые против Грузии санкции: «Грузинское руководство должно понять, что нельзя оскорблять Россию в то время, как здесь работают и кормят свои семьи тысячи граждан Грузии. Нельзя кормиться от России и оскорблять Россию».
Россия внесла на рассмотрение Совета безопасности ООН новый проект резолюции по Грузии, в котором требует подтвердить важную роль российских миротворческих сил в Абхазии и Южной Осетии и осудить действия грузинской стороны, направленные против них. В документе требуется от Грузии «воздерживаться от воинственной риторики и провокационных действий».
Евросоюз и НАТО, как и США, призывают Москву снять экономическую блокаду Грузии. Парламентская ассамблея НАТО приняла специальное заявление о поддержке стремления Грузии стать членом НАТО: «Членство в НАТО должно оставаться открытым для тех, кто демонстрирует приверженность общим ценностям альянса».
Тем временем в России разворачивается массовая антигрузинская кампания, позволяющая говорить о разрастании самого настоящего кризиса в российско-грузинских отношениях. В Москве и Подмосковье проводятся массовые проверки коммерческих структур (ресторанов, магазинов, казино, гостиниц), принадлежащих или контролируемых уроженцами Грузии. Проверки проводят сотрудники служб по борьбе с экономическими преступлениями и с организованной преступностью и терроризмом. Приостановлена деятельность крупных культурно-развлекательных центров — «Кристалл» (3 октября) и «Golden Palace» (4 октября) — в том числе в связи с тем, что они контролируются «грузинскими криминальными авторитетами». «Зачистке» подвергся гостевой дом «Тбилиси» в центре Москвы, который грузинское посольство использовало как гостиницу.
Пресс-служба Федеральной миграционной службы (ФМС) заявила о выявлении массовой подделки приглашений для въезда в Россию, являющихся основанием для получения российской визы гражданами Грузии. Заместитель директора ФМС Михаил Тюркин заявил, что Россия обсуждает с Белоруссией возможность введения ею визового режима для граждан Грузии, аналогичного тому, который установлен Россией.
В Калининграде управление Федеральной службы по ветеринарному и фитосанитарному надзору запретило администрации порта обслуживать пять рыболовецких траулеров за то, что они якобы были уличены в браконьерстве.
В Москве и Санкт-Петербурге были отменены гастроли грузинского национального балета «Сухишвили-Рамишвили» — артистам отказали в выдаче виз.
В качестве ответных действий Грузия намерена обжаловать прекращение воздушного сообщения с Россией в Международной организации гражданской авиации (ИКАО). Министерство обороны Грузии, со своей стороны, ввело новые ограничения на транзит по грузинской территории военных грузов и персонала российской базы в Гюмри (Армения).
Президент Национального банка Грузии Роман Гоциридзе заявил журналистам, что если Россия не отменит экономические санкции против Грузии, то Тбилиси может заблокировать процесс вступления РФ во Всемирную торговую организацию.

### 4 октября
Президент Владимир Путин встретился в Кремле с лидерами фракций Госдумы Борисом Грызловым (Единая Россия), Владимиром Жириновским (ЛДПР), Александром Бабаковым («Родина»), Сергеем Бабуриным и выразил им благодарность за поддержку «действий исполнительной власти, направленных на защиту прав, достоинства и жизни наших граждан за рубежом». Владимир Путин заявил перед телекамерами, что, по его мнению, «такая консолидация всех общественных сил в стране, совершенно очевидно, находит поддержку большинства граждан России и будет способствовать обеспечению прав наших граждан в ближнем и дальнем зарубежье. Я, естественно, в данном случае говорю применительно к Грузии и никому не советовал бы разговаривать с Россией языком провокаций и шантажа».
Госдума приняла постановление «Об антироссийской и антидемократической позиции грузинских властей», в котором поддержала возможность введения экономических санкций против Грузии: «Депутаты Госдумы считают, что Россия имеет право на осуществление комплекса мер по обеспечению законных интересов национальной безопасности, защите жизни и здоровья граждан РФ, включая ряд санкций в отношении Грузии, прежде всего финансово-экономического порядка». В документе указывается, что Дума не исключает возможности введения и иных, более жёстких мер, если политика Грузии будет угрожать «стабильности и безопасности» России. Постановление поддержали 418 человек при единственном голосе против.
Милиция продолжила масштабные проверки ресторанов, кафе, магазинов и игорных заведений, подконтрольных выходцам из Грузии.
В Федеральной миграционной службе создан специальный «грузинский» отдел. Он займётся проверкой цели прибытия грузин в Россию, фиксируемой в миграционных картах при пересечении границы. Объявлено о том, что грузинским гражданам, обладающим многократной визой на въезд в Россию, максимальный срок пребывания в России сокращён со 180 до 90 суток. Заместитель руководителя Федеральной миграционной службы Михаил Тюркин заявил, что граждане Грузии отныне не смогут претендовать на трудовые квоты, которые действуют в отношении иностранцев в российских регионах, лишатся права получить разрешение на легальную работу в России и разрешение на временное проживание.
В штабе Группы российских войск в Закавказье получили распоряжение о том, что дети граждан Грузии более не должны допускаться к обучению в трёх школах, действующих при штабе ГРВЗ и российских базах Батуми и Ахалкалаки и находящихся в ведении Министерства обороны РФ. Данное распоряжение коснулось свыше 200 учеников ().
Абхазия объявила об ужесточении пропускного режима на границе с Грузией по реке Ингури. По указанию абхазского лидера Сергея Багапша здесь приостановлена транспортировка всех грузов. Абхазские власти разрешают лишь пешее пересечение границы, только через центральный ингурский мост и под строгим контролем пограничников. Власти Южной Осетии заявляют об усилении бдительности своих силовых структур с целью «пресечения деятельности грузинских спецслужб на своей территории». Директор ФСБ Николай Патрушев, со своей стороны, предостерёг Грузию от нагнетания напряженности в зонах грузино-абхазского и грузино-осетинского конфликтов: «Подобные непродуманные и безответственные шаги могут привести к повторному конфликту, который уже унёс тысячи жизней, разрушил экономику и подорвал основы безопасности в регионе».
Продолжается эвакуация российских граждан из Грузии. Посольство России в Тбилиси формирует списки граждан РФ, временно находящихся в Грузии и желающих вернуться на родину. Их будут вывозить самолётами МЧС РФ.
Министр обороны РФ Сергей Иванов распорядился ускорить вывод военных баз из Грузии.
Посол Грузии в ООН Ираклий Аласания потребовал прекратить российские военно-морские учения в Чёрном море, указывая, что Россия начала их без уведомления грузинской стороны и что эти учения «несут угрозу миру в регионе и ущемляют права Грузии». Несмотря на протесты грузинской стороны, учения продолжаются.
Грузинское руководство считает непропорциональным и неадекватным ответ России на задержания российских офицеров, продолжая настаивать на том, что «То, что сделала Грузия, сделала бы любая страна» (глава МИД Грузии Гела Бежуашвили).
ОБСЕ высказывает обеспокоенность эскалацией напряжённости. Действующий председатель ОБСЕ, глава МИД Бельгии Карел де Гюхт признал, что конфликт может перерасти в военные действия: «Такая возможность всё ещё существует, и именно поэтому ОБСЕ будет и дальше оказывать всю возможную поддержку процессу мирного урегулирования».

### 5 октября
Владимир Путин дал поручение председателю правительства Михаилу Фрадкову подготовить поправки в миграционное законодательство, «призванные упорядочить миграционную ситуацию в России».
Согласно поручению, переданному в правительство, новые квоты, которые оно должно установить для регионов, привлекающих на работу иностранцев, должны учитывать «страну происхождения иностранцев» и определять «долю иностранных работников, используемых прежде всего в сфере оптовой и розничной торговли». Предлагается установить административную ответственность администраций рынков за «нарушение норм, определяющих порядок торговли, и миграционных правил». Данные меры объясняются необходимостью обеспечения «национальной безопасности и баланса трудовых ресурсов» — приоритетное право на трудоустройство в России должны иметь граждане России.
Как сообщают СМИ, некоторые московские школы получили телефонограммы из районных отделений милиции с требованием представить список учащихся с грузинскими фамилиями. По этим спискам милиция намерена проверять родителей этих детей и выявлять мигрантов из Грузии, проживающих в Москве незаконно.
Милиция продолжает широкомасштабные проверки грузинского бизнеса. Приостановлена деятельность ещё двух казино — Golden Palace Weekend и «Баккара». Начата проверка в казино «Космос».
Движение против нелегальной иммиграции (ДПНИ) на своём веб-сайте разместило призыв к своим сторонникам сообщать о местах возможного проживания нелегальных грузинских мигрантов, их магазинов, клубов и докладывать об этом в службу общественного контроля движения.

### 6 октября
Владимир Путин встретился с руководством Совета Федерации. По имеющимся сообщениям, президент попросил СФ уделить особое внимание поправкам, ужесточающим миграционное законодательство, но в то же время высказался против «перегибов» в «холодной войне» с Грузией.
Генеральный прокурор РФ Юрий Чайка заявил, что не считает действия правоохранительных органов по отношению к гражданам Грузии «чрезмерными»: «Всё, что происходит сегодня, проходит исключительно в рамках действующего законодательства».
Государственная дума ратифицировала соглашения между Россией и Грузией о транзите воинских грузов и персонала через Грузию и о сроках вывода российских военных баз с грузинской территории. Через Грузию осуществляется снабжение 102-й российской базы на территории Армении. По соглашению о выводе российских военных баз с территории Грузии, подписанному в марте 2006 года, российские базы и другие военные объекты ГРВЗ должны быть выведены до 31 декабря 2008 года.
Российские власти начали депортацию грузинских граждан. В Тбилиси вылетел самолёт Ил-76 со 143 депортированными. Депортированные жаловались на оскорбления и унизительное обращение со стороны российских правоохранительных органов. Этим же самолётом в Москву были доставлены из Тбилиси 167 россиян, оказавшихся в Грузии по личным или служебным делам и не вернувшихся из-за прерванного транспортного сообщения. Они привезли с собой красные розы, корзины с виноградом и грузинское вино, подаренные им провожавшими их жителями Тбилиси во главе с министром экономики Ираклием Чоговадзе.
Управление по налоговым преступлениям ГУВД Москвы приступило к проверке доходов писателя Григория Чхартишвили (Бориса Акунина) и правильности уплаты писателем налогов. Одновременно Счётная палата РФ выявила нецелевое расходование бюджетных средств Российской академией художеств, которую возглавляет скульптор Зураб Церетели.
Московская милиция продолжила проверки игорных заведений и приостановила работу казино «Сол».
Глава МИД Грузии Гела Бежуашвили, со своей стороны, заявил: «То, что делает Россия,- мягкая форма этнических чисток».
Министерство просвещения Грузии сообщило, что из одной из школ, находящихся в ведении ГРВЗ, исключены 80 грузинских учеников и уволены 20 учителей. Министерство назвало произошедшее «этнической дискриминацией».
В Грузии объявлены предварительные итоги выборов в органы местного самоуправления, на которых уверенную победу одержало пропрезидентское «Единое национальное движение», получившее около 60 % голосов. Позиции движения заметно окрепли в результате противостояния Тбилиси с Москвой. В выборах впервые за долгое время смогли принять участие жители Кодорского ущелья, переименованного в Верхнюю Абхазию. Накануне выборов Михаил Саакашвили заявил, что вскоре юрисдикция Грузии будет распространена на территорию Абхазии и Южной Осетии. Пока же жители десяти округов, находящихся на этих территориях, в выборах не участвовали.
Михаил Саакашвили ещё 5 октября вечером, не дожидаясь публикации официальных результатов, объявил об уверенной победе своей партии и заявил, что таким образом выиграл референдум о доверии своей политике: «Весь мир в эти дни смотрел на Грузию — поддержит ли народ нашу политику, и все убедились, какова позиция грузинского народа». В интервью, которое Саакашвили дал в день выборов, он обвинил российские власти в разжигании антигрузинских настроений в России: «Что меня действительно беспокоит, так это всплеск ксенофобии, который там наблюдается и который совсем не похож на цивилизованный подход».
Тем временем председатель комитета Госдумы по международным делам Константин Косачёв, возглавляющий российскую делегацию на сессии ПАСЕ, призвал мировое сообщество не признавать итоги выборов в Грузии.

### 7 октября
У консульского отдела посольства Грузии на Остоженке (Москва) сотрудники ОМОН провели массовую проверку документов у грузинских граждан, стоявших в очереди за выездными визами. Четверо были задержаны и увезены. Такая же массовая проверка документов прошла у входа в грузинскую церковь на Большой Грузинской улице.
С протестами против действий российских правоохранительных структур выступили известные грузины, проживающие в России — актёр и певец Вахтанг Кикабидзе, певица Нани Брегвадзе, солист Большого театра Зураб Соткилава.
Грузинский МИД распространил официальное заявление, назвав задержание граждан Грузии у консульства в Москве «очередным провокационным и ксенофобским шагом».

### 8 октября
МИД Грузии заявил о намерении подать на Россию жалобу в Европейский суд по правам человека в связи с массовыми задержаниями грузин на территории РФ: «Москва проводит репрессивные меры по отношению к грузинским гражданам, в том числе детям. По прямому указанию российского правительства нарушаются права человека, признанные мировым сообществом. Перечень таких действий свидетельствует о том, что права человека нарушаются не одним ведомством, а целым государством». МИД Грузии вновь назвал действия российских властей в отношении грузин «дискриминацией по национальному признаку».
Российский вице-премьер, министр обороны Сергей Иванов заявил в интервью программе «Вести недели» телеканала «Россия»: в своём хамстве режим Саакашвили перешёл все разумные, цивилизованные рамки.
Командование ГРВЗ сообщило, что российские войска вернулись к обычному режиму несения службы.

### 9 октября
Из Москвы в Тбилиси планировалось отправить ещё два военно-транспортных самолёта Ил-76 МЧС РФ. В Грузию они должны были привезти депортированных из России грузин и в тот же день отправиться обратно с 270 россиянами. Грузия, однако, по решению президента Михаила Саакашвили закрыла своё воздушное пространство для двух самолётов, объяснив это тем, что не желает, чтобы грузинских граждан везли на грузовом самолёте. Саакашвили заявил в интервью телекомпании «Рустави-2»: «На скотовозах пусть летают те, кто принимает решения о создании людям таких условий».
Михаил Саакашвили на встрече с депутатами грузинского парламента обсудил продолжающееся российско-грузинское противостояние, подвергнув российские власти критике за антигрузинскую кампанию: «Мне кажется, что Россия в эти дни теряет значительный капитал, и не только в наших глазах. Я готов встретиться с президентом Путиным хоть сегодня». Саакашвили заявил о готовности предоставить всем грузинам, пострадавшим от преследований в России, грузинское гражданство, принять их в Грузии и защищать их права.
Михаил Саакашвили посетил одну из русских школ Тбилиси, где заявил школьникам, что очень любит Россию и русскую культуру, которая никогда не будет притесняться в Грузии.

### 10 октября
Президент авиакомпании «Грузинские национальные авиалинии» Георгий Кодуа сообщил, что грузинские авиакомпании намерены обратиться в международную организацию гражданской авиации ИКАО с требованием о возмещении Россией ущерба, нанесённого закрытием российского воздушного пространства для грузинских авиаперевозчиков.
Представитель генерального секретаря НАТО в странах Южного Кавказа и Центральной Азии Роберт Симмонс, прибывший в Грузию с рабочим визитом, в ходе переговоров отметил в связи с конфликтом между Грузией и Россией: «Как уже заявил генеральный секретарь НАТО, мы очень встревожены развитием событий и надеемся, что обе стороны будут идти правильным путём при решении возникшей проблемы. А после выдачи офицеров не будут делаться шаги, которые могут помешать добрососедству между Грузией и Россией».

### 12 октября
Совет Общественной палаты РФ выступил с заявлением, осудившим «недальновидных российских чиновников», которые превратили «естественные меры по защите национальных интересов» России в националистическую антигрузинскую кампанию: «Безответственные действия желающих выслужиться российских чиновников больно ударили по обычным людям, в том числе по россиянам грузинской национальности». По мнению членов Общественной палаты, государственная кампания, направленная против представителей одной национальности, неизбежно приведёт к росту ксенофобии и усилению антироссийских настроений. «Энтузиазм, с которым правоохранительные органы за два-три дня раскрыли десятки преступлений, совершённых грузинами на территории России, заставляет предполагать, что ранее эти преступления блюстителей закона не интересовали».
В этот же день в совете Госдумы был обсуждён проект аналогичного заявления «О неотложных вопросах российско-грузинских отношений», в котором говорилось, что депутаты «с глубоким сожалением отмечают перегибы и злоупотребления со стороны отдельных сотрудников правоохранительных и налоговых органов в отношении лиц грузинской национальности». Заявление было отправлено на доработку и согласование в МИД.
По мнению представителей грузинской диаспоры в Москве, за последние два-три дня волна проверок и притеснений со стороны правоохранительных органов пошла на спад. При этом закрытые в предыдущие дни заведения так и не были открыты. Московские суды вынесли решения о выдворении из России ещё 218 граждан Грузии за нарушение миграционного законодательства — таким образом, число депортируемых граждан Грузии выросло до 600.
Тем временем 12 октября парламент Южной Осетии направил обращение руководству республик Северная Осетия-Алания, Карачаево-Черкесия и Кабардино-Балкария с призывом признать правовую и моральную ответственность Грузии за геноцид южных осетин в 1920 и в 1989—1992 годах.

### 13 октября
Михаил Саакашвили на пресс-конференции в Тбилиси призвал всех этнических грузин и бывших граждан Грузии, уехавших в 1990-е годы в Россию, вернуться в Грузию, пообещав им облегченное предоставление грузинского гражданства и трудоустройство.

### 15 октября
У здания Министерства иностранных дел России прошла акция протеста «против неадекватных действий российских властей в отношении грузин», организованная оппозиционными движениями «Оборона», «Народно-демократический союз молодёжи» Михаила Касьянова и молодёжным Союзом правых сил. Акцию попытались сорвать представители прокремлёвского молодёжного движения «Россия молодая», но были задержаны милицией.

### 17 октября
В Тбилиси самолётом МЧС прибыли ещё 150 граждан Грузии, депортированных из России.
Первой жертвой противостояния Москвы и Тбилиси стал 58-летний Тенгиз Тогонидзе, ожидавший депортации за нарушение правил въезда в Россию. Он скончался в московском аэропорту «Домодедово» от приступа астмы, не получив необходимой медицинской помощи.
МИД России выразил соболезнования семье умершего. Посольство Грузии в России, со своей стороны, потребовало от российских властей «достойно обращаться с гражданами Грузии, покидающими Россию».
Главы министерств иностранных дел стран Евросоюза на совещании в Люксембурге приняли заявление по Грузии, в котором выражается «глубокая озабоченность мерами, принятыми Российской Федерацией против Грузии, и их экономическими, политическими и гуманитарными последствиями», и содержится призыв к российским властям «не принимать меры, направленные против грузин в Российской Федерации». Еврокомиссар по вопросам внешних связей Бенита Ферреро-Вальднер, выступая перед журналистами, заявила: «Обе стороны должны осознать свою ответственность за возникший кризис и приглушить свою риторику. Грузинское руководство также должно не предпринимать действий, которые бы вели к росту напряженности».
Парламент Эстонии принял заявление «О положении в российско-грузинских отношениях», в котором, в частности, говорится: «Парламент осуждает санкции властей России в отношении Грузии и её граждан и призывает Россию восстановить нормальные дипломатические отношения». Поддержав «избранный Грузией путь к демократии и свободе, её стремление в направлении НАТО и ЕС», резолюция призывает Грузию «не поддаваться на провокации и избегать шагов, которые можно будет расценить как провокационные».

### 18 октября
Премьер-министр Грузии Зураб Ногаидели заявил на заседании правительства «решительный протест России в связи с ущемлением прав граждан Грузии и этнических грузин — граждан России на территории Российской Федерации». Здесь же заместитель министра обороны Грузии Мамука Кудава обвинил Россию в проведении экономической блокады Грузии посредством учений ВМФ России, которые уже вторую неделю проводятся у её побережья, «в экономической зоне грузинской морской акватории». Кудава обвинил Россию в том, что её военные корабли «не пропустили в Грузию несколько иностранных судов, которые должны были отгрузиться в наших портах».
Тем временем Народное собрание Абхазии обратилось к российскому руководству с просьбой признать независимость республики и установить между двумя государствами ассоциированные отношения. Заявление руководства Абхазии, как и заявление парламента Южной Осетии (12 октября), сделанные в самый разгар российско-грузинского противостояния, воспринимаются как ещё один мощный рычаг политического давления на Грузию, наряду с экономическими санкциями и транспортной блокадой — тем более что на следующий день, 19 октября, президент Чеченской республики Алу Алханов заявил на пресс-конференции в Москве, что чеченцы готовы вмешаться в ситуацию в Абхазии и Южной Осетии, если там снова начнется война.

### 19 октября
Шахматная федерация России приняла решение не направлять команду на юношеский чемпионат мира в Грузию — якобы в связи с письмами от родителей юных спортсменов с просьбами не допустить поездки на шахматный турнир в Батуми, в котором принимают участие более 1000 молодых спортсменов в возрасте от 8 до 18 лет из пятидесяти стран мира. В российской шахматной федерации сообщили, что российские спортсмены «отказались ехать в Батуми из соображений безопасности». Кроме того, в конце сентября МИД РФ призвал россиян воздержаться от поездок в Грузию.

### 20 октября
Российская газета «Коммерсант» публикует интервью со спикером парламента Грузии Нино Бурджанадзе, которая, в частности, заявляет:
- Из грузин вылепили образ врага, идёт настоящая травля. Создаётся впечатление, что всё, что связано с грузинами, носит криминальный характер. То, что сейчас происходит в России, это позор. У меня ощущение, что кто-то в России специально рвёт последние ниточки, которые нас связывали. Даже когда испортились межгосударственные отношения, оставалось доброе отношение между грузинами и русскими. Сейчас по этим отношениям нанесён сильный удар. Национализм — это самый страшный козырь в политической борьбе. Этот метод за последние 60 лет не применяло ни одно европейское государство. И то, что сейчас он взят на вооружение в России, очень опасно. Опасно прежде всего для самой многонациональной России. Это беда, которая обязательно аукнется. 
- России выгодно показать международному сообществу, что грузины неадекватны. Мы об этом знаем и постараемся сделать всё, чтобы такого развития событий не допустить. Грузии война невыгодна. Мы намерены вернуть конфликтные территории путём переговоров. 
- Россия никак не поймет — невозможно повернуть все назад, слишком поздно. Невозможно восстановить империю. Нужны цивилизованные методы разговора с другими государствами. Пора перестать пугать. Когда случилась газовая война между Россией и Украиной, вся Европа содрогнулась. Европа поняла, что Россия опасна, что она непредсказуема. 
- Мы за то, чтобы миротворцы ушли. Потому что Россия не является объективной стороной. Она заинтересованная сторона. Она незаконно предоставила российское гражданство абхазам и осетинам, чтобы сейчас во весь голос говорить, что она должна защищать своих граждан в Абхазии и Южной Осетии. А когда защищают своих граждан — это уже не миротворцы. Миротворцы защищают всех и должны быть объективными. Поэтому российские миротворцы должны уйти. Монополизация конфликтов Россией должна закончиться, и на этой территории должна присутствовать сила нейтральная.
- Мы готовы обсуждать любые проблемы с российскими руководителями. Единственное, что нужно для российско-грузинских отношений, это политическая воля. Чтобы Россия решила — надо говорить с Грузией на равных, надо уважать Грузию.
В этот же день Владимир Путин на пресс-конференции после встречи с лидерами стран ЕС и руководством Еврокомиссии в финском городе Лахти заявил, что ситуация в Грузии «развивается в направлении возможного кровопролития. Грузинское руководство… стремится к восстановлению территориальной целостности военным путём… Речь идет о совсем малых народах Кавказа. Осетинского народа в Южной Осетии проживает где-то 70 тысяч человек всего. Но уже 40 тысяч беженцев. В Абхазии проживает всего 150 тысяч человек. Это государственные образования, народы, гораздо меньшие, чем сама Грузия. Вот в чём беда и трагедия. Нам с вами надо предотвратить кровопролитие в этом регионе» .
Михаил Саакашвили сравнил это заявление с высказываниями российского министра обороны Павла Грачёва, сделанными в 1993 году, в разгар грузино-абхазского конфликта: «Он утверждал, что, дескать, мы — Россия — ни в чём не виноваты, это грузины перекрашивают свои самолеты в российские цвета и сами бомбят своё население в Сухуми… Но сейчас не 1993-й, а 2006 год. У нас в стране не Шеварднадзе, а Саакашвили и другая Грузия»…

### 23 октября
Российская газета «Коммерсант» публикует интервью с министром иностранных дел Грузии Гелой Бежуашвили, который, в частности, приводит следующее объяснение шпионскому скандалу и его последствиям для Грузии:
Это задержание российских военнослужащих за подрывную деятельность было не первым за последние три года… Были случаи, когда мы передавали этих людей по взаимной договорённости, хотя у нас есть соглашение о неведении разведдеятельности друг против друга. Мы передавали, передавали их, а потом те же самые люди были обнаружены в Южной Осетии — они туда возвращались через Рокский тоннель. И мы решили: так больше нельзя. С правовой точки зрения у нас не было никаких проблем, мы могли их задержать и отдать под суд. Но потом пошли звонки. Позвонил председательствующий в ОБСЕ и попросил: передайте этих людей России. Мы согласились. С первого дня мы вели эти переговоры с ОБСЕ, и Россия знала, что мы этих людей отдадим. Тем не менее в России начали раскручивать эту ситуацию. Я понимаю, что эта история дала какой-то негативный импульс, но то, что произошло потом, я думаю, было запланировано задолго до инцидента… Всё, что происходит сейчас, это не результат шпионского скандала. Реакция на этот скандал была настолько неадекватной, что стало ясно — меры воздействия на Грузию были продуманы давно. Просто в России ждали удобного повода для их применения.

### 24 октября
Российская газета «Коммерсант» публикует интервью с комиссаром Евросоюза по внешним связям Бенитой Ферреро-Вальднер, которая, в частности, заявила:
Мы очень озабочены напряжённостью… Особенно нас беспокоят меры, которые Россия принимает против грузин на своей территории. Против школьников, против грузинского бизнеса. Ну и конечно, экономические санкции: транспортная блокада, запрет импорта продукции, закрытие границ. Всё это нас глубоко тревожит. Я была в числе представителей ЕС, которые вели переговоры в Тбилиси пару недель назад. Мы говорили с грузинами предельно чётко, потому что обе стороны несут ответственность за происходящее. Тбилиси должен свернуть свою агрессивную риторику, чтобы сесть за стол переговоров и вести нормальный диалог с Россией. Напряжение можно снять только так, и мы были бы рады выступить в качестве посредников. 
Руководители МИД РФ и Грузии Сергей Лавров и Гела Бежуашвили обсудили по телефону проблемы грузино-российских отношений и договорились провести двустороннюю встречу во время заседания совета глав МИД Организации черноморского экономического сотрудничества, намеченного на 1-2 ноября.
Заместитель руководителя МИД РФ статс-секретарь Григорий Карасин, комментируя высказывание президента Грузии Михаила Саакашвили о готовности встретиться с российским президентом Владимиром Путиным в рамках саммита СНГ в Минске, запланированного на 28 ноября, заявил: «Грузинская сторона должна предпринять предметные, осязаемые шаги, которые доказали бы её желание нормализовать отношения с Россией. Только тогда можно будет говорить о проведении каких-либо двусторонних встреч на высоком и высшем уровне».
Парламент Грузии создаёт комиссию по установлению фактов нарушения прав человека, допущенных в отношении депортированных из России грузинских граждан. После проведения расследования в Тбилиси намерены обратиться с иском к России в Европейский суд по правам человека в Страсбурге.
Тем временем в России большинство казино, закрытых в ходе проверки, уже работает. Приостановлена депортация грузинских граждан, незаконно находящихся в России — последний самолёт с ними был отправлен из Москвы неделю назад, и общее число депортированных составило около 800 человек.
Заместитель министра внутренних дел Андрей Новиков заявил журналистам, что отдельной «антигрузинской» кампании милиция не ведет, а борется в целом с этнической преступностью.

### 1 ноября
В Москве впервые после начала российско-грузинского противостояния состоялись переговоры руководителей МИД РФ и Грузии Сергея Лаврова и Гелы Бежуашвили. Позднее Гела Бежуашвили так охарактеризовал эти переговоры в интервью российской газете «Коммерсант»:
- Я считаю, что моя миссия была если не успешной, то по крайней мере выполненной. По крайней мере, с нашей стороны мы показали, что наши интересы не заключаются в проведении антироссийской линии. Мы заинтересованы на всех уровнях поддерживать с Россией самый высокий уровень добрососедских отношений. Но с другой стороны, мы также сказали, что Россия не может отмежеваться от того, что сейчас происходит в Грузии. Не может говорить, что, дескать, мы здесь ни при чём и вы там сами договаривайтесь. Основное яблоко раздора — это территориальные конфликты Грузии, в которых Россия участвовала и участвует, к сожалению. Я пытался сказать своим российским коллегам, что заигрывание с сепаратистскими режимами, поддакивание этим режимам, спонсирование их, поставку любого вооружения мы рассматриваем как антигрузинскую политику…
- Когда соседнее государство пытается оторвать кусок твоей территории — это для нас красная линия. Красная линия в наших отношениях — это наши границы. Всё остальное подлежит обсуждению.

Отвечая на вопрос о жёстких высказываниях в адрес России со стороны грузинских руководителей — президента Михаила Саакашвили и министра обороны Ираклия Окруашвили, — Гела Бежуашвили отметил:
- Мне тоже не нравится, что говорят. Но мы все выступления должны рассматривать в контексте того, что у нас команда и высказывания одного министра не должны блокировать процесс межгосударственных отношений. Я к этому призывал российских коллег. Мы, кстати, признали, что агрессивную риторику против друг друга нужно снимать. Я согласился с этим, мои российские коллеги согласились. 
В тот же день, 1 ноября, стало известно, что «Газпром» предложил Грузии закупать российский газ в 2007 году по самой высокой цене в СНГ — $230 за тысячу кубометров вместо $110, которые Грузия платила в 2006 году.

## 10 ноября
Уволен министр обороны Грузии Ираклий Окруашвили, считавшийся сторонником конфронтации с Россией.

## 28 ноября
На саммите СНГ в Минске Владимир Путин трижды встречался с Михаилом Саакашвили, но диалог не пошёл дальше взаимных упреков.

## Отношение США к конфликту
США с самого первого дня конфликта отвергали любые подозрения и обвинения в причастности к ситуации вокруг задержания российских военнослужащих в Грузии. Госдепартамент США заявлял, что этот конфликт является «двусторонним вопросом» между двумя государствами. В то же время США фактически заняли сторону Грузии — так, когда на экстренном заседании Совета безопасности ООН Россия внесла на голосование проект жёсткой резолюции с осуждением «провокационных действий Грузии», США блокировали её принятие. По настоянию американской делегации текст резолюции был отредактирован, причём, по мнению России, эти «поправки… изменили природу заявления и сделали его принятие невозможным».
30 сентября в сенат США был внесён законопроект о поддержке вступления Грузии в НАТО.
2 октября, после того, как грузинская сторона освободила российских военнослужащих и разрешила им покинуть страну, США призвали Россию и Грузию «сделать шаг назад, снизить риторику и работать вместе». США заявили о готовности «содействовать урегулированию конфликтов» в Абхазии и Южной Осетии и призвали российские власти снять введённые ограничения в отношении Грузии. В этот же день состоялись телефонные переговоры между Джорджем Бушем и Владимиром Путиным. По словам пресс-секретаря президента РФ Алексея Громова, основной темой разговора была ситуация вокруг Грузии.
4 октября представитель госдепартамента США Том Кейси заявил, что США «разочарованы российскими санкциями» и призывают две страны «урегулировать существующие проблемы дружественным путём».
18-19 октября Грузию посетил замгоссекретаря США Дэниел Фрид. На пресс-конференции в Тбилиси он заявил: «Я приехал в Грузию в трудное время и хочу подтвердить, что мы поддерживаем территориальную целостность Грузии в рамках всемирно признанных границ. Мы также поддерживаем правительство Грузии в проводимых им реформах». Фрид выразил озабоченность давлением со стороны России и фактами притеснения грузин в РФ. По его мнению, российское давление на Грузию скоро должно закончиться, потому что оно лишено оснований: «Экономические санкции ничего не дают обеим сторонам, тем более организация гонений на грузин по национальному признаку. Это неприемлемо в XXI веке».